# 13-та ракетна дивізія (РФ)
13-та ракетна Оренбурзька Червонопрапорна дивізія (військова частина 68545) — з'єднання в складі 31-ї ракетної армії Ракетних військ стратегічного призначення, розташована в місті Ясний, ЗАТО Комаровський Оренбурзької області.
Дислокація дивізії вибрана спеціально для розміщення Р-36.

## Історія
Коли в 1964 — 1965 роках почала формуватися дивізія, місто Ясний ще не існувало. Було невелике селище будівельників майбутнього комбінату «Оренбургасбест». Поруч був районний центр Домбаровський, де спочатку адресувалася вся пошта, вантажі та інше. Тому у всіх документах для дивізії писалося: смт Ясний Оренбурзька область. Житлове містечко дивізії й всю інфраструктуру розміщували поруч зі споруджуваним «комбінатом», так як туди вже була підведена залізнична гілка, що істотно спрощувало проведення всіх будівельних робіт. Згодом селище будівельників-ракетників виросло в місто Ясний. Звідси у деяких виникає плутанина: чи то Домбаровський, чи Ясний.
Управління дивізії сформовано у лютому 1965 року в складі ракетного Оренбурзького корпусу на базі оперативної групи з'єднання.
- 27.11.1966 року заступили на бойове чергування управління дивізії, полки і частини забезпечення
- 22.02.1968 року указом Президії Верховної Ради СРСР дивізія нагороджена орденом Червоного Прапора
- БСП-3 і БСП-5 42-ї ракетної дивізії в 1969 році відправлені в Ясний
- 25.12.1974 року заступив на бойове чергування перший в РВСП ракетний полк, оснащений Р-36М
- 30.11.1975 року заступив на бойове чергування перший в РВСП ракетний полк, оснащений Р-36М в ШПУ підвищеної захищеності.
- Приблизно 25.12.1975 року заступив на бойове чергування перший в СРСР ракетний полк, оснащений РС-10.
- До 1977 році 9 полків по 6 ШПУ і один полк з 10 ШПУ.
- 18.09.1979 року заступив на бойове чергування перший в дивізії ракетний полк, оснащений Р-36М УТТХ.
- 30.07.1988 року заступив на бойове чергування перший в РВСП ракетний полк, оснащений Р-36М2.

Ракетні полки дивізії в 1992 році:
- 621-й ракетний полк з 10-ю ШПУ Р-36М УТТХ;
- 368-й ракетний полк з 6-ю ШПУ Р-36М2;
- 206-й ракетний полк з 6-ю ШПУ Р-36М2;
- 494-й ракетний полк з 6-ю ШПУ Р-36М2;
- 175-й ракетний полк з 6-ю ШПУ Р-36М2;
- 495-й ракетний полк з 6-ю ШПУ Р-36М;
- 774-й ракетний полк з 6-ю ШПУ Р-36М УТТХ;
- 767-й ракетний полк з 6-ю ШПУ Р-36М2;
- 252-й ракетний полк з 6-ю ШПУ Р-36М;
- 565-й ракетний полк з 6-ю ШПУ Р-36М УТТХ.

У 1995—1996 роках зняті з бойового чергування й розформовані 495-й і 252-й ракетні полки.
У 1999 році дивізії присвоєно почесне найменування «Оренбурзька».

## Склад

### Склад на 2004
На початок 2004 року в складі дивізії перебували:
- управління (штаб)
- 8 ракетних полків
- Технічна ракетна база
- Ремонтно-технічна база — зберігання та збирання спецвиробів
- Окремий батальйон бойового забезпечення
- Окрема вертолітна ескадрилья
- База матеріально-технічного забезпечення
- База регламенту засобів зв'язку
- Резервний вузол зв'язку РВЗ — також Запасний командний пункт (ЗКП)
- Окрема експлуатаційно-ремонтна група
- Дивізіонна автомобільна ремонтна майстерня
- Окремий навчальний дивізіон
- Військовий госпіталь

У 2004 році знято з бойового чергування і розформовано 565-й ракетний полк.
У 2008 році зняті з бойового чергування і поставлено на переозброєння 621-й ракетний полк.
У 2008 році знято з бойового чергування і розформовано 774-й ракетний полк.

### Склад на 2017
На 2017 рік в складі ракетної дивізії перебували:
- управління (штаб)
- 5 ракетних полків по 6 ШПУ з ракетами Р-36М2:
  - 175- й ракетний полк (в/ч 95853, з 1969 року — в/ч 26164),
  - 368-й ракетний полк (в/ч 07393),
  - 494-й ракетний полк (в/ч 39986),
  - 621-й ракетний полк (в/ч 34074),
  - 767-й ракетний полк (в/ч 05205, з 1969 року — в/ч 21424)
- вузол зв'язку
- група регламенту засобів зв'язку (засобів бойового управління та зв'язку)
- авіаційна комендатура
- батальйон бойового забезпечення
- експлуатаційна технічна комендатура
- батальйон матеріально-технічного забезпечення
- експлуатаційна комендатура
- технічна ракетна база
- ремонтно-технічна база
- батальйон охорони і розвідки
- військовий госпіталь
- вузол комплексного технічного обслуговування
- станція фельд'єгерського-поштового зв'язку
- навчальна рота
- випробувальна база

## Командири[1]
- генерал-майор Чаплигін, Дмитро Харитонович
- генерал-майор Сергунін Юрій Миколайович
- генерал-майор Маркітан Ремус Васильович
- генерал-майор Мємєтов Таль-Ат Аметович
- генерал-майор Валинкін Ігор Миколайович
- генерал-майор Негашев Володимир Іванович
- генерал-майор Вакуленко Віктор Олександрович
- генерал-майор Воронін Олександр Іванович
- генерал-майор Виговський Володимир Йосипович
- генерал-майор Кириллов Володимир Олександрович
- генерал-майор Скляр Юрій Іванович
- генерал-майор Коннов Олексій Дмитрович
- полковник Касьяненко Олександр Володимирович
- полковник Коноваленко Євген Володимирович
- генерал-майор Лопатін Сергій Миколайович
- полковник Черевко Андрій Миколайович

У різні роки на основному озброєнні дивізії складалися:
- З 1966 по 1978 рр. — Р-36 (8К67)
- З 1974 по 1996 рр. — Р-36М (15А14)
- З 1979 по 2008 рр. — Р-36М УТТХ (15А18)
- З 1988-досі — Р-36М2 (15А18М)
- З 2020 року — РС-28